# Eaubonne
Eaubonne ist eine französische Gemeinde mit 25.934 Einwohnern (Stand 1. Januar 2022) im Département Val-d’Oise in der Region Île-de-France. Die Einwohner werden Eaubonnais genannt.

## Lage
Die Gemeinde liegt im sehr dicht besiedelten Vorortbereich von Paris, etwa 15 Kilometer nördlich der Pariser Innenstadt.

## Etymologie
Der Gemeindename Eaubonne (deutsch „gutes Wasser“) ist die französische Übersetzung des lateinischen Namens des Ortes, Aqua Bona. Den Namen erhielt die Stadt von römischen Legionären wegen der guten Wasserqualität.

## Geschichte
In römischer Zeit lag der Ort an einer Heerstraße, die von Paris nach Le Havre führte. Erstmals urkundlich erwähnt wurde Eaubonne in einem Dekret von König Dagobert I. im Jahr 635. Der Ort war lange im Besitz der Abtei Saint-Denis, bevor ihn im 11. Jahrhundert die Herren von Montmorency erhielten. Im 17. Jahrhundert gingen die Besitzrechte an die Herren von Condés über. Im 18. Jahrhundert erhielt Joseph-Florent Le Normand de Mézières den Ort und baute ihn aus. Im 19. Jahrhundert zählte der Ort 15 Burgen und Schlösser. Mit dem Bau der Eisenbahn setzte Mitte des 19. Jahrhunderts die rasche Urbanisierung ein.

## Stadtbezirke
Die Gemeinde gliedert sich in fünf Stadtbezirke: Flammarion im Nordwesten, Jean-Jacques Rousseau im Nordosten, Mont-d’Eaubonne im Zentrum, Paul Bert im Süden und Cerisaie-Jean Macé im Westen. Eaubonne bildet den gleichnamigen Kanton.

## Städtepartnerschaften
Städtepartnerschaften bestehen zu Matlock (England) und Budenheim in Deutschland.

## Sehenswürdigkeiten

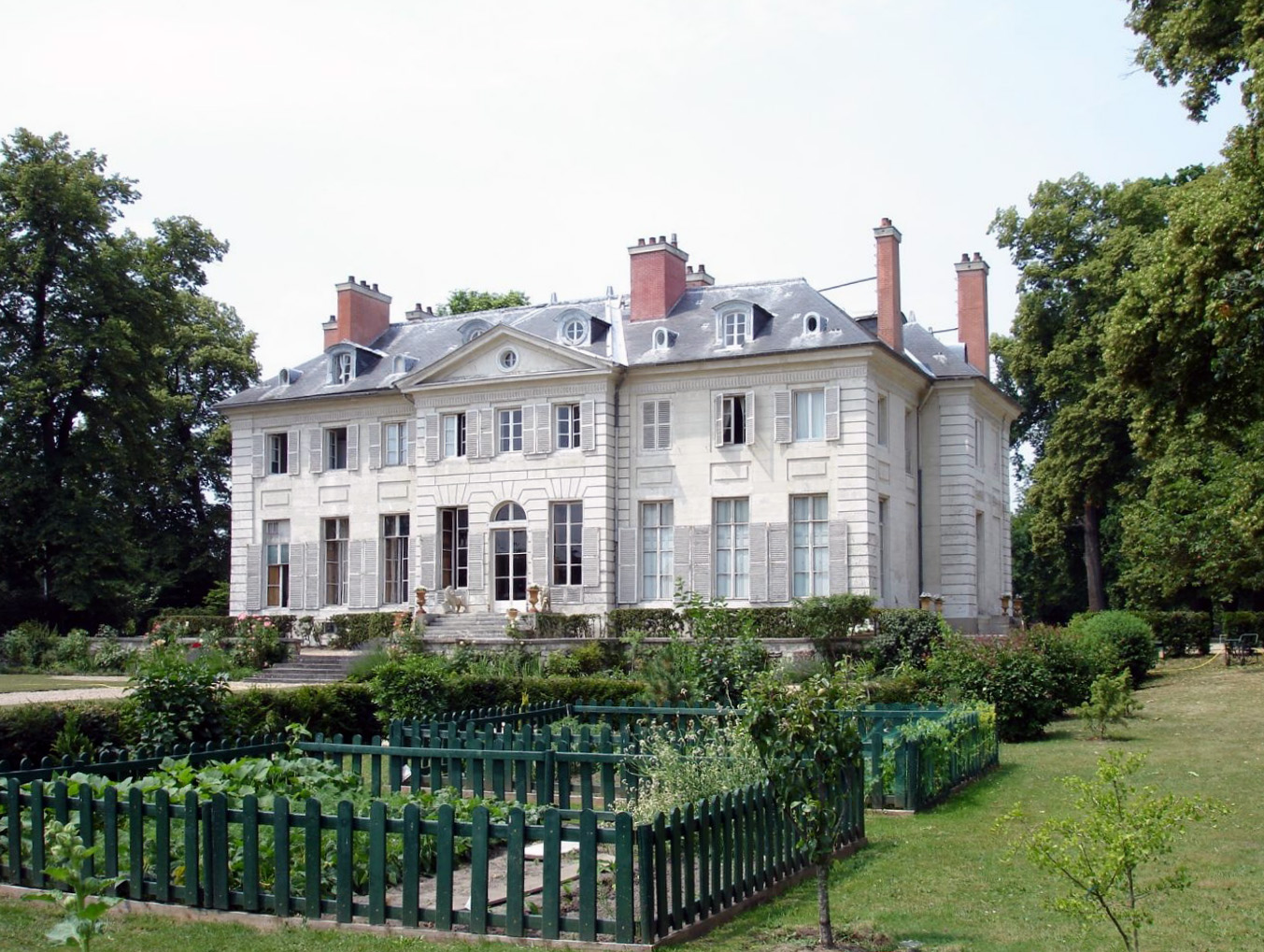
Schloss La Chesnaie

Siehe auch: Liste der Monuments historiques in Eaubonne
- Das Schloss La Chesnaie, ein Monument historique, wurde zwischen 1756 und 1767[2] im Louis-quinze-Stil erbaut. Dort lebte im 18. Jahrhundert Sophie Lalive de Bellegarde, Gräfin von Houdetot. Sie empfing oft den Philosophen Jean-Jacques Rousseau, der sich teils durch diese Beziehung zu seinem Briefroman Julie oder Die neue Heloise inspirieren ließ.
- Das Petit Château wurde 1772 bis 1776 von Claude-Nicolas Ledoux errichtet (Monument historique).
- Das Hôtel de Mézières wurde um 1762 errichtet (Monument historique).
- In der Rue Hennocque befindet sich das Wohnhaus von Paul Éluard. Der surrealistische Schriftsteller lebte darin einige Jahre und beherbergte 1923 den Künstler Max Ernst.
- Markthalle, erbaut 1928 bis 1933.
- Die Église Ste-Marie war die erste Pfarrkirche der Gemeinde.

## Verkehr
Der Bahnhof Ermont-Eaubonne ist Haltepunkt des Transilien nach Paris Gare du Nord und Paris-Saint-Lazare sowie der RER-Linie C.
Eaubonne liegt  etwa drei Kilometer von der Autoroute A15 und der Autoroute A115 entfernt. Über den Boulevard intercommunal du Parisis  ist Paris in 15 Minuten mit dem Auto erreichbar.

## Bevölkerungsentwicklung
| Jahr      | 1793 | 1800 | 1856 | 1866 | 1901  | 1921  | 1931  | 1954   | 1968   | 1975   | 1990   | 1999   | 2006   | 2016   | 2021   |
| --------- | ---- | ---- | ---- | ---- | ----- | ----- | ----- | ------ | ------ | ------ | ------ | ------ | ------ | ------ | ------ |
| Einwohner | 228  | 266  | 337  | 546  | 1.889 | 4.191 | 7.839 | 11.312 | 22.278 | 23.668 | 22.153 | 22.882 | 23.640 | 25.161 | 25.373 |

## Persönlichkeiten
- Jean-François de Saint-Lambert (1716–1803), Philosoph und Dichter
- Claude-Martin Goupy (1720–1793), Architekt
- Sophie Lalive de Bellegarde (1730–1813), Gräfin von Houdetot und Geliebte von Jean-François de Saint-Lambert und Jean-Jacques Rousseau (1712–1778)
- Arthur Sénéry-Besnard (1881–1952), Landschafts- und Dekorationsmaler, lebte und starb in Eaubonne
- Michel Zévaco (1869–1918), Schriftsteller
- Paul Éluard (1895–1952), Dichter, lebte ab 1923 in Eaubonne
- Camille Maurane (1911–2010), Sänger
- Kléber Piot (1920–1990), Radrennfahrer
- Roger Mas (1924–2010), Zeichner
- Alain Grée (1936–2025), Illustrator, geboren in Eaubonne
- Alain Marquet (* 1942 in Eaubonne), Jazzmusiker
- Sébastien Lecornu (* 1986 in Eaubonne), französischer Minister